# 扇町公園

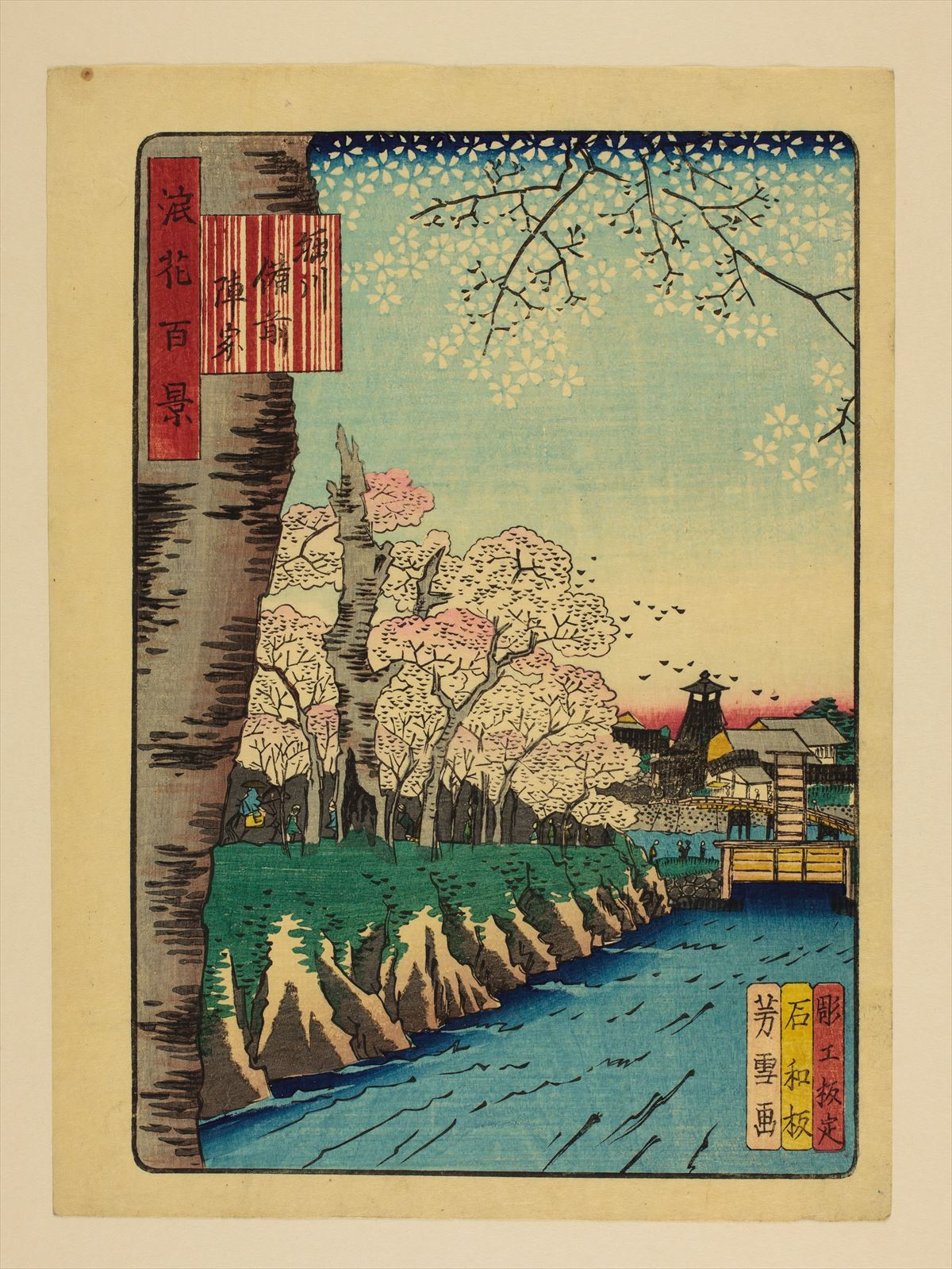
堀川備前陣家（浪花百景）
1800年代。南粋亭芳雪 / 画

扇町公園（おうぎまちこうえん）は、大阪府大阪市北区扇町にある都市公園である。

## 概要
元は西成郡川崎村・北野村の各一部。延長開削される以前の天満堀川の堀止付近に位置し、大坂城下（大坂三郷）の天満綿屋町・夫婦町に隣接していた。天満堀川沿いの綿屋町にあった備前岡山藩の蔵屋敷が浪花百景「堀川備前陣屋」にも描かれている。江戸期には刑場があり、1882年（明治15年）に堀川監獄（のち大阪監獄に改称）が設置された。
1895年（明治28年）に大阪鉄道の玉造駅 - 大阪駅間が延伸された際に天満駅が開業し、1897年（明治30年）に大阪市へ編入されると急速に市街化した。このため、大阪監獄は1920年（大正9年）に堺市へ移転され（現：大阪刑務所所在地）、跡地には移管された大阪市によって公園が整備されることとなり、3年後の1923年（大正12年）12月に扇町公園が開園した。
1950年（昭和25年）には公園内に大阪プールが設置され（現在は八幡屋公園に移転）、水泳競技を始め、多くのスポーツイベントが開催されたことでも知られる。大阪プールのスタート台（飛び込み台）がモニュメントとして公園内に残されている。
敷地は約7ha、キッズプラザ大阪（関西テレビ放送本社）に隣接し、園内には扇町プールがある。マウンテンスライダーなどの大型遊戯施設もあり、天王寺公園、中之島公園などと比べて児童の遊技場的な要素が強い。

## 施設
- 関西テレビ放送
  - キッズプラザ大阪
- 扇町プール
- 大阪市建設局扇町公園事務所
- 大阪市立扇町通地下駐車場
- 扇町公園交番 - 曽根崎警察署

### かつて存在した施設
- 大阪プール - 1996年（平成8年）に移転。

### 八重垣大明神
扇町公園の南側を走る扇町通に面し、阪神高速12号守口線の扇町出入口の東隣に鎮座する祠。
江戸時代に与八とお糸という恋仲の男女がおり、十三郎という男がお糸に恋心を抱いて二人の仲を恨み、二人を斬りつけた。与八は即死、お糸は重症を負い、十三郎は捕えられて処刑される。後にお糸の傷は癒えたが、恋人の与八を失った悲しさから後を追って自害するが、その際に「悪霊となって呪い続ける」と言い残した。それから70年後に八重垣姫と吉五郎という男女にも同じ悲劇が起こり、八重垣姫の霊を祀ったのが「八重垣大明神」である。
現在は入り口を施錠されているため、参拝することはできない。

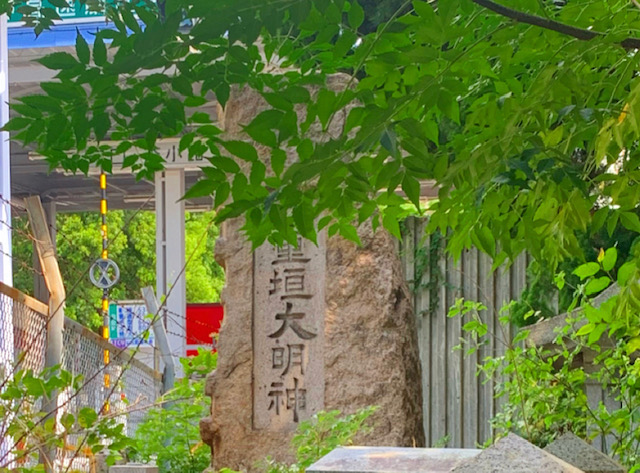

## エリア放送
扇町公園は関西テレビ放送のエリア放送であるKTV扇町エリア放送の業務区域内にあった。

## 周辺
- 天満スイッち
- 堂山町
- 太融寺
- 天神橋筋商店街

## 交通
- Osaka Metro堺筋線「扇町駅」より徒歩で約1分。
- JR大阪環状線「天満駅」より徒歩で約4分。